# Pulverkammer

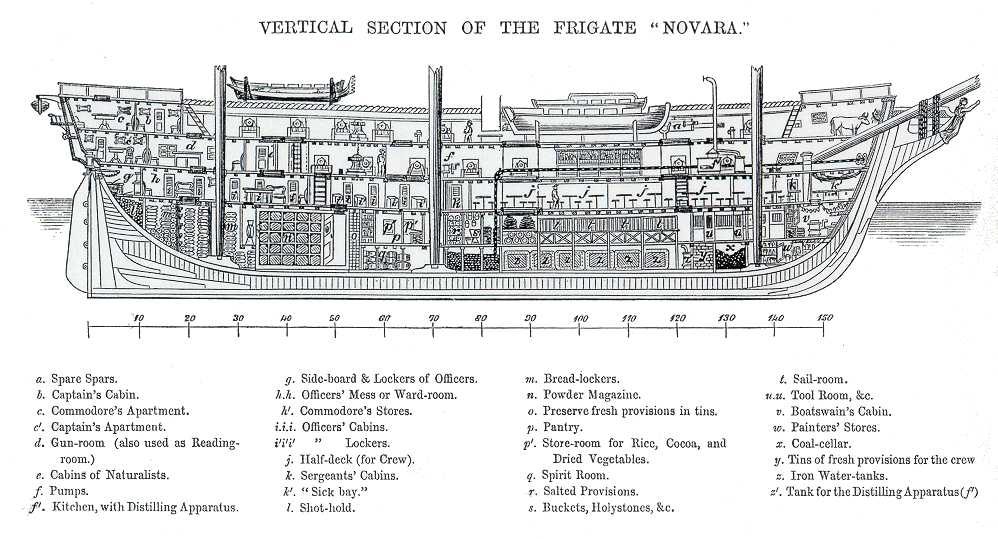
Längsschnitt durch die österreichische Fregatte Novara mit der Lage der Pulverkammer (Powder Magazine) unten links

Eine Pulverkammer (ursprünglich allgemein für Munitionsraum), auch Krautkammer genannt, ist in Kriegsschiffen der Raum, in dem die Munition gelagert wird.
Zur Zeit der Segelschifffahrt befand sich dieser Raum, die Krautkammer, wie sie damals hieß, weit unter der Wasserlinie im untersten und hintersten Teil des Schiffes; bei sehr großen Kriegsschiffen gab es noch einen weiteren Verschlag für die Munition im Vorderschiff.
Die Fässer mit dem Schießpulver wurden in der Regel nicht stehend, sondern liegend in Reihen übereinander in der Krautkammer aufgestapelt. Damit sie nicht verrutschten und vielleicht auch so besser gehandhabt werden konnten, waren Lederstreifen zwischen sie gelegt.
Beleuchtet wurde die Krautkammer damals (ganz folgerichtig benannt) mit einer Krautlaterne, die, um die Gefahr einer Explosion so weit wie möglich einzuschränken, aus Horn gefertigt und mit einem engmaschigen Drahtgeflecht verkleidet war. Unter ihr befand sich ein mit Blei ausgekleidetes hölzernes Gefäß mit einer Wasserfüllung. Um die Möglichkeit einer Pulver-Explosion noch weiter zu verringern, wurde später in den Schiffen extra eine Laternenkammer eingebaut, von der aus die Krautkammer dann indirekt ihr Licht durch verglaste Öffnungen in der Trennwand erhielt.
Bei bedrohlichem Feuer im Schiff, was ja damals bei Kampfhandlungen recht oft vorkam, konnte die Krautkammer unter Wasser gesetzt werden. Dafür befanden sich in der Schiffswand Metallrohre mit Ventilen, die dann im Notfall geöffnet wurden.
Durch Explosion der Pulverkammer zerstörte Schiffe:
- Marie de la Cordelière, französisches Kriegsschiff am 10. August 1512 (Seeschlacht von Saint Mathieu)
- Kronan, schwedisches 126-Kanonen-Linenschiff am 11. Juni 1676 (Seeschlacht bei Öland)
- San José, spanisches 60-Kanonen-Linienschiff am 8. Juni 1708 (Seeschlacht von Cartagena de Indias)
- Randolph, amerikanische 32-Kanonen-Fregatte am 7. März 1778 (Seegefecht bei Barbados)
- Orient, französisches 118-Kanonen-Linienschiff am 2. August 1798 (Seeschlacht bei Abukir)